# خرگوش بلا و گرگ ناقلا
خرگوش بلا و گرگ ناقلا با نامِ اصلیِ خب، فقط وایستا! (روسی: Ну, погоди!؛ IPA: [ˈnu pəɡɐˈdʲi]) یا بالاخره می‌گیرمت، یک مجموعهٔ کارتونی مشهور روسی است که در سال ۱۹۶۹ میلادی توسط استودیویِ فیلم‌سازیِ «سایوزمولتفیلم» ساخته شد.
این مجموعهٔ کارتونی پس از انتشار، به‌سرعت در اتحاد جماهیر سوسیالیستی شوروی و کشورهای بلوک شرق محبوبیت یافت و ساختِ آن تا سال ۲۰۰۶ میلادی ادامه پیدا کرد.
این کارتون دربارهٔ گرگی ناقلا و در عین‌حال هنرمند (با صداپیشگیِ آناتولی پاپانف در قسمت‌های ۱ تا ۱۸ و سپس ایگور خریستینکو در قسمت ۱۹ تا ۲۰) است که سعی دارد خرگوشی زرنگ را (با صداپیشگیِ کلارا رومیانوا در قسمت‌های ۱ تا ۱۸ و سپس «اُلگا زِویروا» در قسمت ۱۹ تا ۲۰) به دام بیندازد و هربار با ماجراهایی روبرو می‌شوند. دیالوگ‌های کمی در این مجموعهٔ تلویزیونی وجود دارد که معروف‌ترین آنها «بالاخره می‌گیرمت!» است. این جمله‌ها را گرگ زمانی که نقشه‌هایش خراب می‌شود، به زبان می‌آورد. عبارتِ «بالاخره می‌گیرمت!» که به نماد سریال بدل شده است، در زبان فارسی «حالا صبر کن!» ترجمه شده است. گفته می‌شود که این کارتون در دوران جنگ سرد، برای رقابت با کارتون «تام و جری» ساخته شده بود.
خرگوش بلا و گرگ ناقلا در دههٔ ۶۰ خورشیدی از برنامهٔ کودکان و نوجوانان ایران پخش شد و پس از آن بارها از شبکه‌های مختلف بر روی آنتن رفته است.